# Conjugaison des verbes du premier groupe en français
 (mars 2025).
La première conjugaison est la plus utilisée (elle représente à elle seule les neuf dixièmes des verbes français ; cependant, si on considère la liste des verbes de la langue française par taux de fréquence, les dix verbes les plus employés de la langue française appartiennent tous au troisième groupe de conjugaison).

## Généralités
Avant d’étudier les principes morphologiques de la première conjugaison, il convient d’examiner certaines particularités qui ne sont cependant pas considérées comme de véritables exceptions. 

### Verbes terminés en «yer»
Les verbes terminés en -yer peuvent connaître quelques modifications de radical au présent de l’indicatif, du subjonctif, de l’impératif (aux trois premières personnes du singulier et à la 3e du pluriel), ainsi qu’au futur et au conditionnel (à toutes les personnes). 
- Les verbes terminés en -oyer ou -uyer (louvoyer, coudoyer, appuyer, ennuyer…), changent obligatoirement le y en i, devant un e atone, qui devient ainsi un e muet : 
  - Louvoyer : je louvoie, tu louvoies, il louvoie, nous louvoyons, vous louvoyez, ils louvoient / je louvoierai, tu louvoieras…
  - Appuyer : j’appuie, tu appuies, il appuie, nous appuyons, vous appuyez, ils appuient / j’appuierai, tu appuieras…
- Les verbes terminés en -ayer (payer, balayer, embrayer…), peuvent changer le y en i, devant un e atone, qui devient ainsi e muet. Pour ces verbes-là, on peut donc être en présence d’une double forme : 
  - Balayer : je balaye [ou] je balaie, tu balayes [ou] tu balaies, il balaye [ou] il balaie, nous balayons [forme unique], vous balayez [forme unique], ils balayent [ou] ils balaient  / je balayerai [ou] je balaierai, tu balayeras [ou] tu balaieras…
- Les verbes terminés en -eyer maintiennent toujours leur y (le e atone ne devient jamais muet) : 
  - Grasseyer : je grasseye, tu grasseyes, il grasseye, nous grasseyons, vous grasseyez, ils grasseyent / je grasseyerai, tu grasseyeras…

### Verbes terminés en «guer»
Les verbes dont l'infinitif est en guer conservent le u après le g même lorsque cela n'est pas nécessaire pour maintenir la prononciation (c'est-à-dire devant a, o, u). Ainsi, fatiguer donnera au présent de l'indicatif nous fatiguons, à l'imparfait je fatiguais, au participe présent fatiguant.

### Verbes ayant un «e» atone sur l'avant-dernière syllabe de leur infinitif
Les verbes ayant un e atone sur l'avant-dernière syllabe de leur infinitif, changent en principe ce e en è (tonique) lorsque ce e se trouve devant une syllabe contenant un autre e atone : 
- Soulever : je soulève, nous soulevons…

- En ce qui concerne les verbes en -eler ou -eter, la règle est la même (remplacement du e par un è) pour un certain nombre de verbes (acheter, celer, ciseler, congeler, crocheter, déceler, dégeler, démanteler, écarteler, épeler, fureter, geler, haleter, marteler, modeler, peler, racheter, receler, regeler…) : 
  - Peler : je pèle, nous pelons…
  - Acheter : j'achète, nous achetons…
- Font cependant exception à cette règle, les verbes appeler, épeler, étiqueter et jeter, ainsi que les verbes de leurs familles respectives, qui, quand la syllabe contenant le e devient tonique, doublent la consonne (-ell- ou -ett-) : 
  - Appeler : j'appelle, nous appelons…
  - Jeter : je jette, nous jetons…
  - Étiqueter : j'étiquette, nous étiquetons…
  - Épeler : j'épelle, nous épelons…

### Verbes ayant un «é» sur l'avant-dernière syllabe de leur infinitif
Les verbes ayant un é sur l'avant-dernière syllabe de leur infinitif, remplacent cette voyelle par un è lorsque celle-ci se trouve devant une syllabe contenant un e atone : 
- Espérer : j'espère, nous espérons…

Au futur et au conditionnel, cette modification n'était pas pratiquée (le é sur l'avant-dernière syllabe était alors conservé malgré la prononciation). Actuellement, toutefois, la modification est possible, sans être obligatoire : 
- Espérer : j'espérerai…, j'espérerais… // J'espèrerai…, j'espèrerais…

### Verbes ayant un «c» ou un «g» sur la dernière syllabe de leur infinitif
Les verbes ayant un c sur la dernière syllabe de leur infinitif le remplacent par un c cédille (ç) si la terminaison commence par un a ou un o :
- Lancer: nous lançons, je lançais

Les verbes ayant un g sur la dernière syllabe de leur infinitif le remplacent par ge si la terminaison commence par un a ou un o :
- Manger : nous mangeons, je mangeais

## Caractéristiques des temps

### Indicatif présent
Les terminaisons de l’indicatif présent sont toujours les suivantes : -e, -es, -e, -ons, -ez, -ent :
- Je parle, tu parles, il parle, nous parlons, vous parlez, ils parlent.

- Remarque orthographique à propos du e de la terminaison des trois personnes du singulier et de la 3e du pluriel : ce e est toujours présent à l’écrit, que celui-ci soit atone (verbe parler) ou bien muet (verbe crier) : 
  - Je crie, tu cries, il crie, nous crions, vous criez, ils crient.

### Indicatif futur
Les terminaisons de l'indicatif futur sont toujours les suivantes : -rai, -ras, -ra, -rons, -rez, -ront. Le radical du futur est identique à la forme conjuguée de la première personne du singulier au présent de l'indicatif (sauf, en orthographe traditionnelle, pour les verbes qui ont un é à l'infinitif sur l'avant-dernière syllabe).
- Je parlerai, tu parleras, il parlera, nous parlerons, vous parlerez, ils parleront.
- J'appuierai, tu appuieras, il appuiera, nous appuierons, vous appuierez, ils appuieront.
- Je sèmerai, tu sèmeras, il sèmera, nous sèmerons, vous sèmerez, ils sèmeront.

- Il existe cependant un radical irrégulier : c'est celui des verbes envoyer et renvoyer :
  - J'enverrai, tu enverras, il renverra, nous renverrons…

### Indicatif imparfait
Les terminaisons de l’indicatif imparfait sont toujours les suivantes : -ais, -ais, -ait, -ions, -iez, -aient :
- Je parlais, tu parlais, il parlait, nous parlions, vous parliez, ils parlaient.

- En conséquence, le i des deux premières personnes du pluriel doit toujours être maintenu, même si on ne remarque pas celui-ci à la prononciation de certains verbes : 
  - Nous travaillions, vous travailliez, nous essuyions, vous essuyiez, nous gagnions, vous gagniez, nous priions, vous priiez…

### Passé simple
Les terminaisons du passé simple sont toujours les suivantes : -ai, -as, -a, -âmes, -âtes, -èrent :
- Je parlai, tu parlas, il parla, nous parlâmes, vous parlâtes, ils parlèrent.

### Conditionnel présent et passé
Les terminaisons du conditionnel sont toujours les suivantes : -rais, -rais, -rait, -rions, -riez, -raient. Le radical est celui du futur.
- Je parlerais, tu parlerais, il parlerait, nous parlerions, vous parleriez, ils parleraient.
- J'appuierais, tu appuierais, il appuierait, nous appuierions, vous appuieriez, ils appuieraient.
- Je sèmerais, tu sèmerais, il sèmerait, nous sèmerions, vous sèmeriez, ils sèmeraient.
- J'enverrais, tu enverrais, il enverrait, nous enverrions, vous enverriez, ils enverraient.

### Subjonctif présent
Les terminaisons du subjonctif présent sont toujours les suivantes : -e, -es, -e, -ions, -iez, -ent.
- (Il faut) que je parle, que tu parles, qu'il parle, que nous parlions, que vous parliez, qu'ils parlent.

Remarquons que seules les deux premières personnes du pluriel diffèrent entre le présent de l’indicatif et le présent du subjonctif : 
- Je parle. Il faut que je parle. Nous parlons. Il faut que nous parlions.

### Impératif présent
Les trois personnes de l’impératif présent sont toujours calquées sur celles de l’indicatif présent, à cette différence près que la deuxième personne du singulier ne prend pas d’s. Rappelons cependant, que pour des raisons purement euphoniques, cet s réapparaît si l’un des deux pronoms personnels neutres, en ou y, suit immédiatement cet impératif : 
- Parle (parles-en), parlons, parlez. Pense (penses-y), pensons, pensez.

### Participe présent et gérondif
La terminaison du participe présent et du gérondif, est toujours -ant :
- Chantant, balayant, appelant, espérant, semant… / en chantant, en balayant, en appelant, en espérant, en semant…

### Participe passé
La terminaison du participe passé est toujours -é au masculin singulier : 
- Acheté, balayé, chanté, envoyé, parlé, regretté, navigué, crié…
- Participe passé du verbe aimer, au singulier : aimé, aimée ; au pluriel : aimés, aimées.

## Temps composés
Les temps composés des verbes du premier groupe se forment toujours avec l'auxiliaire avoir (ou être si le verbe est pronominal) conjugué en un temps simple suivi du participe passé du verbe à conjuguer.

### Passé composé de l'indicatif
L'auxiliaire avoir est au présent de l'indicatif, suivi du participe passé :
- J'ai parlé, tu as parlé, il a parlé, nous avons parlé, vous avez parlé, ils ont parlé.

### Plus-que-parfait de l'indicatif
L'auxiliaire avoir est à l'imparfait de l'indicatif, suivi du participe passé :
- J'avais parlé, tu avais parlé, il avait parlé, nous avions parlé, vous aviez parlé, ils avaient parlé.

### Futur antérieur
L'auxiliaire avoir est à l'indicatif futur, suivi du participe passé :
- J'aurai parlé, tu auras parlé, il aura parlé, nous aurons parlé, vous aurez parlé, ils auront parlé.

### Passé antérieur
L'auxiliaire avoir est au passé simple de l'indicatif, suivi du participe passé :
- J'eus parlé, tu eus parlé, il eut parlé, nous eûmes parlé, vous eûtes parlé, ils eurent parlé.

### Subjonctif passé
L'auxiliaire avoir est au subjonctif présent, suivi du participe passé :
- ([…] que) j'aie parlé, tu aies parlé, il ait parlé, nous ayons parlé, vous ayez parlé, ils aient parlé.

### Subjonctif plus-que-parfait
L'auxiliaire avoir est au subjonctif imparfait, suivi du participe passé :
- ([…] que) j'eusse parlé, tu eusses parlé, il eût parlé, nous eussions parlé, vous eussiez parlé, ils eussent parlé.

### Passé du conditionnel
L'auxiliaire avoir est au conditionnel présent, suivi du participe passé :
- J'aurais parlé, tu aurais parlé, il aurait parlé, nous aurions parlé, vous auriez parlé, ils auraient parlé.

## Exemples de conjugaison
Pour ce qui est des temps composés et surcomposés, voir ici. Le mode gérondif sera obtenu en faisant précéder le participe présent de la préposition en. 

### Verbe parler
- Indicatif présent : je parle, tu parles, il parle, nous parlons, vous parlez, ils parlent.
- Indicatif imparfait : je parlais, tu parlais, il parlait, nous parlions, vous parliez, ils parlaient.
- Passé simple : je  parlai, tu parlas, il parla, nous parlâmes, vous parlâtes, ils parlèrent.
- Futur : je parlerai, tu parleras, il parlera, nous parlerons, vous parlerez, ils parleront.
- Conditionnel : je parlerais, tu parlerais, il parlerait, nous parlerions, vous parleriez, ils parleraient.
- Subjonctif présent : (que) je parle, tu parles, il parle, nous parlions, vous parliez, ils parlent.
- Subjonctif imparfait : (que) je parlasse, tu parlasses, il parlât, nous parlassions, vous parlassiez, ils parlassent.
- Impératif : parle (tu), parlons (nous), parlez (vous).
- Participe présent : parlant [invariable].
- Participe passé : parlé, parlée, parlés, parlées.

### Verbe être aimé
Exemple de verbe passif.
- Indicatif présent : je suis aimé(e), tu es aimé(e), il est aimé (elle est aimée), nous sommes aimé(e)s, vous êtes aimé(e)(s), ils sont aimés (elles sont aimées).
- Indicatif imparfait : j'étais aimé(e), tu étais aimé(e), il était aimé (elle était aimée), nous étions aimé(e)s, vous étiez aimé(e)s, ils étaient aimés (elles étaient aimées).
- Passé simple : je fus aimé(e), tu fus aimé(e), il fut aimé (elle fut aimée), nous fûmes aimé(s), vous fûtes aimé(s), ils furent aimés (elles furent aimées).
- Futur : je serai aimé(e), tu seras aimé(e), il sera aimé (elle sera aimée), nous serons aimé(e)s, vous serez aimé(e)s, ils seront aimés (elles seront aimées).
- Conditionnel : je serais aimé(e), tu serais aimé(e), il serait aimé (elle serait aimée), nous serions aimé(e)s, vous seriez aimé(e)s, ils seraient aimés (elles seraient aimées).
- Subjonctif présent : (que) je sois aimé(e), tu sois aimé(e), il soit aimé (elle soit aimée), nous soyons aimé(e)s, vous soyez aimé(e)s, ils soient aimés (elles soient aimées).
- Subjonctif imparfait : (que) je fusse aimé(e), tu fusses aimé(e), il fût aimé (elle fût aimée), nous fussions aimé(e)s, vous fussiez aimé(e)s, ils fussent aimés (elles fussent aimées).
- Impératif : sois aimé(e), soyons aimé(e)s, soyez aimé(e)s.
- Participe présent : étant aimé, étant aimée, étant aimés, étant aimées.

### Verbe se laver
Exemple de verbe pronominal.
- Indicatif présent : je me lave, tu te laves, il se lave, nous nous lavons, vous vous lavez, ils se lavent…
- Indicatif imparfait : je me lavais, tu te lavais, il se lavait, nous nous lavions, vous vous laviez, ils se lavaient.
- Passé simple : je me lavai, tu te lavas, il se lava, nous nous lavâmes, vous vous lavâtes, ils se lavèrent.
- Futur : je me laverai, tu te laveras, il se lavera, nous nous laverons, vous vous laverez, ils se laveront.
- Conditionnel : je me laverais, tu te laverais, il se laverait, nous nous laverions, vous vous laveriez, ils se laveraient.
- Subjonctif présent : (que) je me lave, tu te laves, il se lave, nous nous lavions, vous vous laviez, ils se lavent.
- Subjonctif imparfait : (que) je me lavasse, tu te lavasses, il se lavât, nous nous lavassions, vous vous lavassiez, ils se lavassent.
- Impératif : lave-toi, lavons-nous, lavez-vous.
- Participe présent : se lavant [invariable].

#### Autres articles concernant le verbe
- Verbe
- Morphologie du verbe français
- Conjugaison des verbes du deuxième groupe en français
- Conjugaison des verbes du troisième groupe en français

#### Sujets voisins
- Mot
- Liste des notions utilisées en linguistique
- Proposition (grammaire)